# Seznam ornitologov
Seznam znamenitih ornitologov. (Glej še: Seznam slovenskih ornitologov)
- Horace Alexander (VB, kasneje ZDA)
- John James Audubon (ZDA)
- Jean Francois Emmanuel Baillon
- Spencer Fullerton Baird (ZDA)
- Thomas Bewick (VB)
- Edward Blyth (VB)
- Charles Lucien Bonaparte (Francija)
- James Bond
- Franco Andrea Bonelli (Italija)
- Thomas Mayo Brewer (ZDA)
- John Cassin (ZDA)
- Elliott Coues (ZDA)
- Elio Augusto Di Carlo (Italija)
- Frederick DuCane Godman (VB)
- John Gooders (VB)
- John Gould (VB)
- Janez Gregori (Slovenija)
- George Robert Gray (VB)
- John Edward Gray (VB; brat Georga)
- Edward Grey (sir Edward Grey, tretji baronet, prvi vikont Grey fallodonski; VB)
- Iztok Geister (Slovenija)
- Iztok Škornik (Slovenija)
- Theodor Von Heuglin (Nemčija)
- William Henry Hudson
- John Latham (VB)
- Thomas Littleton Powys četrti baron lilfordski (VB)
- Konrad Lorenz (Avstrija)
- William MacGillivray (VB)
- Chris Mead (VB)
- George Montagu (VB)
- Guy Mountfort (VB)
- Alfred Newton  (VB)
- Margaret Morse Nice (ZDA)
- Max Nicholson (VB)
- Bill Oddie (VB)
- Peter Simon Pallas (Nemčija)
- Roger Tory Peterson (ZDA)
- sir Edward Sabine (VB)
- Paolo Savi (Italija)
- Peter Scott (VB)
- Charles Gald Sibley (ZDA)
- Tony Soper (VB)
- Georg Steller (Nemčija)
- Hugh Edwin Strickland (VB)
- William Swainson (VB)
- polkovnik William Henry Sykes (VB)
- Coenraad Jacob Temminck (Nizozemska)
- Arthur Landsborough Thomson (VB)
- Niko Tinbergen (Nizozemska)
- Bernard Tucker (VB)
- William Turner (VB)
- Louis Jean Pierre Vieillot (Francija)
- Gilbert White (VB)
- Francis Willughby (VB)
- Alexander Wilson (ZDA)
- Harry Witherby (VB)